# هنک هررینگ
هنک هررینگ (انگلیسی: Hank Herring; ۵ سپتامبر ۱۹۰۹ – ۸ مهٔ ۱۹۹۹) بوکسور اهل ایالات متحده آمریکا بود.